# Diòdot de Nicomèdia
Diòdot (grec antic: Διόδοτος, llatí: Diodotus) fou un escultor grec nadiu de Nicomèdia (Bitínia), fill de Boet (potser l'escultor Boet) i germà de Menòdot de Nicomèdia, amb el qual va fer una estàtua d'Hèrcules.